# Андреј Бубнов
Андреј Сергејевич Бубнов (рус. Андре́й Серге́евич Бу́бнов; 23. март 1883. у Иванову, Руско царство — стрељан 1. августа 1938) био је бољшевички политичар и револуционар. Био је припадник Леве опозиције.